# Леди-вихрь
«Леди-вихрь» (англ. Lady Whirlwind, кит. трад. 鐵掌旋風腿, упр. 铁掌旋风腿, палл. Те чжан сюань фэн туй, буквально: «Железная ладонь, вихревая нога») — гонконгский драматический боевик с боевыми искусствами, поставленный режиссёром Хуан Фэна и вышедший в 1972 году. Главные роли исполнили Анждела Мао, Чжан И и Бай Ин.

## Сюжет
Молодая девушка Тянь Лицзюнь, обладающая боевыми навыками, находится в поиске человека, которого она винит в смерти своей сестры. Её «добыча», Лин Шихао, в свою очередь, желает расправиться с Дун Ку, японским наркоторговцем, напавшим и оставившим его умирать три года назад. Когда Лицзюнь навлекает гнев Ку, атаковав один из его игральных домов в ходе своего расследования, создаются условия для нового союза: Лицзюнь соглашается оставить Шихао в живых до тех пор, пока тот не осуществит свою месть.
Нападение Шихао на людей Ку становится катастрофой: он побеждён и похоронен заживо, а его девушка, Шуан-шуан, попадает в плен. Лицзюнь, задетая страданиями пары, спасает обоих. Лицзюнь последовательно сражается с соратниками Ку, сначала побеждая главного бойца противника, затем японского эксперта по каратэ, и наконец партнёршу Ку с кнутом в руках. Между тем Шихао поправляется в лесах, где встречает монаха, который впоследствии тренирует парня в скрытом храме. Доведя до совершенства технику «ладонь тайцзи», Шихао в итоге противостоит Дун Ку, за чем наблюдает Лицзюнь. Шихао побеждает, после чего Лицзюнь вызывает его на давно назревшую смертельную схватку. Вмешательство Шуан-шуан, умоляющей о пощаде на основе любви, склоняет мстительницу отступить, а её желание мстить в итоге угасает.

## В ролях
| Актёр       | Роль          |
| ----------- | ------------- |
| Анждела Мао | Тянь Лицзюнь  |
| Чжан И      | Лин Шихао     |
| Бай Ин      | Дун Ку        |
| О Гён А     | Ван Шуан-шуан |
| Лю Ана      | Дяо Данян     |
| Чинь Ютсан  | Вэнь Тянь     |
| Саммо Хун   | брат Дяо      |
| Ким Нам Иль | Дэн Шипин     |
| Ян Ви       | бандит        |

## Съёмочная группа
- Компания: Golden Harvest, Ga Luen Film Co.
- Продюсер: Рэймонд Чоу
- Режиссёр: Хуан Фэн[англ.]
- Сценарист: Хуа Тайчжун
- Ассистент режиссёра: Хуан Бацзин
- Монтажёр: Питер Чён
- Гримёр: Дэн Шансинь
- Дизайнер по костюмам: Ю Маньва
- Художник: Бао Тяньмин, Ли Чжань
- Оператор: Ли Ютан
- Композитор: Джозеф Ку